# Буторин, Дмитрий Николаевич
Дми́трий Никола́евич Буто́рин (22 октября [3 ноября] 1891, Палех, Владимирская губерния — 8 июня 1960, Палех, Ивановская область) — советский художник. Один из корифеев искусства палехской лаковой миниатюры, иконописец, иллюстратор, художник-монументалист. Член Союза художников РСФСР с 1934 года. Заслуженный деятель искусств РСФСР (1956).

## Биография
Родился 22 октября (1 ноября) 1891 года в Палехе. В 1902—1906 годах учился в учебных мастерских Комитета попечительства о русской иконописи.
В 1906—1917 годах работал в иконописной мастерской своего дяди А. Е. Одинцова в Петербурге и учился живописи на вечерних курсах.
В 1918 году добровольцем вступил в Красную Армию. Вернулся в Палех в 1922 году.
В 1925 году был принят в Артель древней живописи. С 1928 года преподавал в профтехшколе, затем в Палехском художественном училище. Один из ведущих мастеров старшего поколения.
Умер 8 июня 1960 года, похоронен в Палехе.

## Творчество
Среди его работ — иллюстрации к «Сказке о попе и о работнике его Балде» А. С. Пушкина, композиции по мотивам произведений советской литературы: круглая тарелка на сюжет романа Д.Фурманова «Чапаев», роспись «Сарынь на кичку» (1930). Исторические сюжеты: «Степан Разин под Астраханью» (1940), «Медный бунт» (1935) и др.
Участвовал в выставках с 1928 года.